# Aegomorphus pereirai
Aegomorphus pereirai es una especie de escarabajo longicornio del género Aegomorphus, tribu Acanthoderini, subfamilia Lamiinae. Fue descrita científicamente por Prosen & Lane en 1955.

## Descripción
Mide 19,5-25,75 milímetros de longitud.

## Distribución
Se distribuye por Brasil.